# NGC天体列表 (4000-4999)
NGC天体列表索引：1-999 | 1000-1999 | 2000-2999 | 3000-3999 | 4000-4999 | 5000-5999 | 6000-6999 | 7000-7999

## 4000─4199
- NGC 4013 ─ 这是一个漩涡星系，在大熊座
- NGC 4027 ─ 这是一个被扭曲的漩涡星系
- NGC 4038，NGC 4039 ─ 浣熊特殊星系，这是一个因为两星系相碰撞而被扭曲的，不规则形的天体，有时也被称为天线。（同时亦是Caldwell 60）
- NGC 4088 ─这是一个漩涡星系，在大熊座
- NGC 4102 ─这是一个漩涡星系，在大熊座
- NGC 4168 ─ Hubble分类E2
- NGC 4192 ─ M98，这是一个星系，在室女座星团
- NGC 4151 ─ 这是一个活动星系核，z=0.003，但是光度比较低，可以观测到宿主星系

## 4200─4299
- NGC 4214 ─ 星系。
- NGC 4236 ─ 为在天龙座的一个星系，M81星系团成员。
- NGC 4254 ─ 亦为M99，位于室女座星团的星系
- NGC 4258 ─ 亦为M106，位于猎犬座的星系

## 4300─4399
- NGC 4303 ─ M61，这是一个large 漩涡星系，在室女座星团
- NGC 4314 ─ M61，这是一个棒旋星系，在后髮座
- NGC 4321 ─ M100，这是一个漩涡星系，在室女座星团
- NGC 4374 ─ M84，这是一个星系，在室女座星团
- NGC 4382 ─ M85，这是一个星系，在室女座星团
- NGC 4395

## 4400─4499
- NGC 4406 ─ M86，这是一个星系，在室女座星团
- NGC 4414 ─ 这是一个漩涡星系
- NGC 4472 ─ M49，这是一个星系，在室女座星团
- NGC 4486 ─ M87， 室女座星系，这是一个巨椭圆星系，在室女座星团

## 4500─4599
- NGC 4501 ─ M88，这是一个星系，在室女座星团
- NGC 4548 ─ M91，这是一个星系，在室女座星团
- NGC 4552 ─ M89，这是一个星系，在室女座星团
- NGC 4565 ─ 这是一个漩涡星系，在室女座星团
- NGC 4568 ─ 这是一对星系，在室女座星团。它们之间非常接近有可能即将发生碰撞，有时被称为"暹罗双胎"
- NGC 4569 ─ M90，这是一个星系，在室女座星团
- NGC 4579 ─ M58，这是一个星系，在室女座星团
- NGC 4590 ─ M68，这是一个球状星团，在长蛇座
- NGC 4594 ─ M104，墨西哥宽边帽星系，在室女座星团

## 4600─4699
- NGC 4621 ─ M59，这是一个星系，在室女座星团
- NGC 4622 ─ 这是一个反着旋转的漩涡星系，在半人马座
- NGC 4631 ─ 这是一个漩涡星系，有时被称为鲱鱼星系或鲸鱼星系，它有一点被扭曲了，这是附近一个矮星系的影响造成的
- NGC 4649 ─ M60，这是一个星系，在室女座星团
- NGC 4650A ─ 这是一个極環星系

## 4700─4799
- NGC 4736 ─ M94，这是一个星系，在猎犬座
- NGC 4755 ─ 一个疏散星团，在南十字座，有时被称为宝石盒或Kappa十字星团

## 4800─4899
- NGC 4826 ─ M64，黑眼星系，在后发座
- NGC 4881 ─ 这是一个巨椭圆星系，在后发座星系团

## 4900─4999
- NGC 4945 ─ 一个漩涡星系